# 蒙特西爾瓦諾

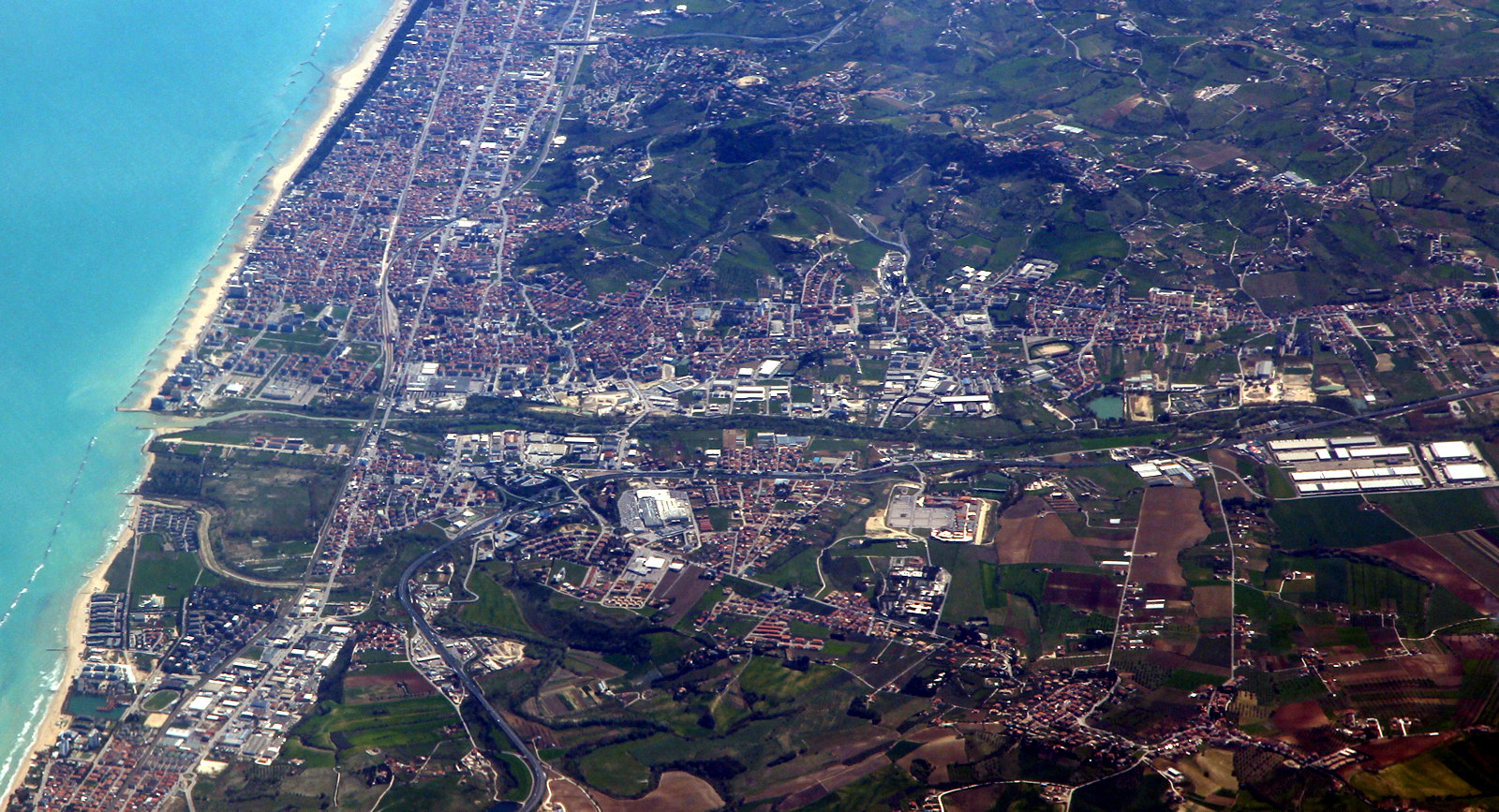
鸟瞰图

蒙特西爾瓦諾（義大利語：Montesilvano）是意大利阿布鲁佐大区佩斯卡拉省的市镇，位於亞得里亞海畔，面積23平方公里，海拔高度5米，2007年人口45,845，人口密度每平方公里約2,000人。